# Horeke
Horeke est une localité du cours supérieur du mouillage d'Hokianga Harbor située dans la région du Northland de l'île du Nord de la Nouvelle-Zélande.

## Situation

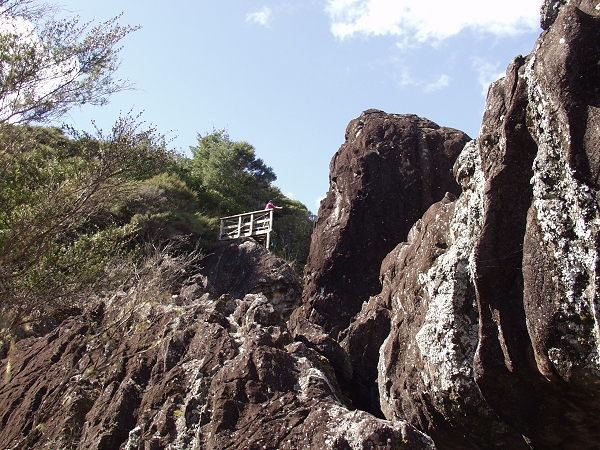
Wairere Boulders au niveau d’Horeke, dans le secteur d’Hokianga, vue de la plate-forme à partir du bas entre les rochers

La ville de Kohukohu est située juste en face de celle de Horeke de l'autre côté du mouillage. 
Une structure nommée formations basaltiques d’Horeke (en) est localisée près de la ville et peut être vue au cours d'une ballade facile à travers les rochers basaltiques de Wairere (en), qui constitue un parc commercial .

## Histoire
La ville fut initialement appelée « Deptford » d'après le chantier naval de la Royal Navy du même nom situé en Angleterre . 
Ce fut l'une des premières places colonisées par les Européens en Nouvelle-Zélande, avec des chantiers navals établis dès la fin de l'année 1820 .
David Ramsay et Gordon Davies Browne  arrivèrent de  Sydney pour y installer un commerce et un chantier naval vers 1826. 
3 bateaux y furent construits: un schooner de 40 tonneaux appelé l'Enterprise, une brigantine de 140 tonneaux appelée le New Zealander, et une barque de 394 (ou 392) tonneaux: le Sir George Murray  , , mais la firme fit banqueroute en 1830.
Le missionnaire méthodiste John Hobbs (en) ouvrit une mission à Mangungu (en), à 1 mile du chantier naval en 1828.
La scierie installée par Thomas McDonnell (en) dans la ville d’Horeke fut le centre d'un important commerce du bois dans le secteur d'Hokianga dans les années 1830 .

## Éducation
- L'école d'Horeke School est une école mixte contribuant au primaire, allant des années 1 à 6, avec un taux de décile de 2 et un effectif de 23 élèves [10].